# Faye Glenn Abdellah
Faye Glenn Abdellah   (Nova York, 13 de març de 1919 - 24 de febrer de 2017) va ser una infermera nord-americana pionera en la recerca en infermeria i reconeguda a nivell internacional. Va ser directora d'Infermeria dels Serveis de Salut Pública dels Estats Units, la divisió més important del Departament de Salut i Serveis Humans; la primera infermera a rebre el rang de contralmirant de dos estels; i també la primera infermera i la primera dona a servir com a directora adjunta dels Serveis de Salut Pública dels Estats Units. Es considera que els resultats de les seves recerques i les seves iniciatives van modificar el concepte de la infermeria moderna als Estats Units. Abdellah va rebre al voltant de noranta reconeixements professionals i acadèmics al llarg de la seva vida, entre ells el premi The Living Legend Award, atorgat per l'Acadèmia Americana d'Infermeria el 1994, i va ser admesa en el National Women's Hall of Fame l'any 2000.

## Biografia
Abdellah va néixer a la ciutat de Nova York el 13 de març de 1919, els seus pares van ser H. B. i Margaret Glenn Abdellah. Al costat del seu germà va ajudar a brindar auxili als ferits de l'incendi del dirigible Hindenburg al 1937 i aquest esdeveniment la va inspirar per triar la professió d'infermera. Va realitzar els seus estudis a l'Ann May School of Nursing, a Neptune, Nova Jersey, i es va graduar l'any 1942. Posteriorment va obtenir els seus títols de llicenciatura, mestratge i doctorat a la Universitat de Colúmbia, el 1945, 1947 i 1955, respectivament. Mentre realitzava els seus estudis va treballar a diferents institucions, fins que finalment es va unir als Serveis de Salut Pública dels Estats Units (United States Public Health Service —PHS—) a l'any 1949, on va romandre treballant fins a la seva jubilació al 1989. Va ser nomenada directora d'infermeria al 1970 i més endavant va ser la primera infermera i la primera dona a servir com a directora adjunta de la institució. Va ser també la primera infermera a rebre el rang de contralmirant de dos estels.
Durant els seus primers anys al PHS, Abdellah va iniciar el desenvolupament d'un mètode que pretenia classificar als pacients sobre la base de les seves característiques i que més tard es va convertir en el sistema Diagnosi Related Group (DRG). Va ser professora visitant en diverses universitats nord-americanes a la fi de la dècada de 1950 i en aquesta època va publicar els seus primers treballs sobre com millorar l'educació de la infermera. Les seves recerques van ser la base per crear les primeres unitats de vigilància intensiva i intermedis el que va salvar moltes vides. Com a directora adjunta del PHS va desenvolupar materials educatius i va participar en la creació de polítiques sobre greus problemes de salut com la SIDA, la drogoaddicció, la violència, el tabaquisme i l'alcoholisme, a més de campanyes de promoció de la salut, prevenció de malalties, cuidats geriàtrics i de malalts terminals. Recolzada pel govern dels Estats Units i l'Organització Mundial de la Salut, Abdellah va impartir seminaris i va ser consellera en salut a diversos països. Va ser un dels primers membres de l'Acadèmia Americana d'Infermeria, organització que més endavant va arribar a presidir.
Abdellah va morir el 24 de febrer de 2017 a l'edat de 97 anys.

## Obra
Faye Abdellah va publicar més de 150 treballs, entre articles i llibres, i molts d'ells han estat traduïts a diversos idiomes. Els llibres Better Patient Care Through Nursing Research i Patient Centered Approaches to Nursing són considerats els més importants, a més de que van ajudar, com gairebé tota la seva obra, a donar una altra perspectiva a l'enfocament teòric de la infermeria, que abans se centrava més en la malaltia que en el pacient. Altres exemples de les seves obres són:
Llibres
- Concepts and practices of intensive care for nurse specialists (1969)
- Nurses role in the future: The case of health policy decision making (1991)
- Preparing nursing research for the 21st century: Evolution, methodologies and challenges (1994)

Articles
- «Criterion measures in nursing for experimental research» en Nursing Research (1961)
- «Doctoral preparation for nurses» en Nursing Forum (1966)
- «The nature of nursing science» en Nursing Research (1969)
- «Report of hospice care in the United States», Departament de Salut i Serveis Socials dels Estats Units (1982)
- «Incontinence: Implication for health care policy» en Nursing Clinics of North America (1988)

## Reconeixements
Al llarg de la seva carrera professional, Abdellah va obtenir múltiples distincions professionals i acadèmiques, a més d'onze títols honorífics de diverses universitats en reconeixement del seu treball en recerca i a les seves contribucions als serveis de salut. Entre els reconeixements, que es compten al voltant de noranta, es troba el Allied Signal Award, que li va ser atorgat per la seva recerca en «envelliment»; el premi The Living Legend Award, atorgat per l'Acadèmia Americana d'Infermeria el 1994; a més de diversos reconeixements militars. Va ser admesa en el National Women's Hall of Fame l'any 2000, perquè «va ajudar a transformar la base teòrica, les cures i l'educació en la infermeria».